# TMC-30
Il TMC-30 è un sistema di difesa aerea ravvicinata di costruzione israeliana. Esso è un apparato costituito come al solito da 2 mitragliere con congegni di puntamento e dotazione di munizioni sufficienti per il ruolo antiaereo per la difesa di punto. Esso ha avuto certamente origine dalle esperienze positive con il TCM-20, che a sua volta, come cannone antiaereo, non era originale. Si tratta infatti di un complesso americano Maxon Mount con 2 cannoni da 20 mm che hanno sostituito le 4 armi M2HB da 12,7 mm. Le munizioni sono di tipo esplosivo e hanno una maggiore gittata, anche se sono le mitragliere Hispano-Suiza anch'esse di vecchia progettazione. In tal modo è stato possibile impiegare dei proiettili più efficaci di quelli originali, con maggiori possibilità di ingaggiare con successo i bersagli, senza perdere l'agilità di manovra del complesso originale e la rapidità di seguire i bersagli, che ha visto in altre applicazioni complessi di 4 o addirittura 6 mitragliere assemblate.
Nel caso del TMC-30 si è deciso di usare cannoni di maggiore calibro e gittata, per applicazioni essenzialmente navali anche a causa del maggiore peso. Inoltre i tamburi da 60 colpi sono stati sostituiti da nastri da 125 colpi l'uno, a cui si possono aggiungere altri 40 proiettili di riserva sempre nell'affusto.
Esso è munito di impianto di stabilizzazione e ha un affusto rigido per minimizzare la dispersione durante le azioni di fuoco, con barre di irrigidimento che  partono dalla torre e finiscono sulla cima delle canne, munite anche di freno di bocca a luci multiple. In termini di fuoco, il cannone è controllabile in modalità locale come anche da parte della nave. Esso ha sostituito le vecchie mitragliere da 20 o 40mm per lo più di tipo obsoleto in uso su molte navi della flotta israeliana.
Considerando che nel 1973 il meno potente TCM-20 si è dimostrato un'arma potente ed efficace, è verosimile che ove vi sia il tempo di preavviso, il TCM-30 possa garantire una difesa ragionevolmente efficace, con una cadenza di tiro non elevata, ma una eccellente precisione di tiro. L'autonomia di fuoco è di circa 12 secondi, ragionevolmente elevata specie considerando la precisione.